# Telescopio Nazionale Galileo

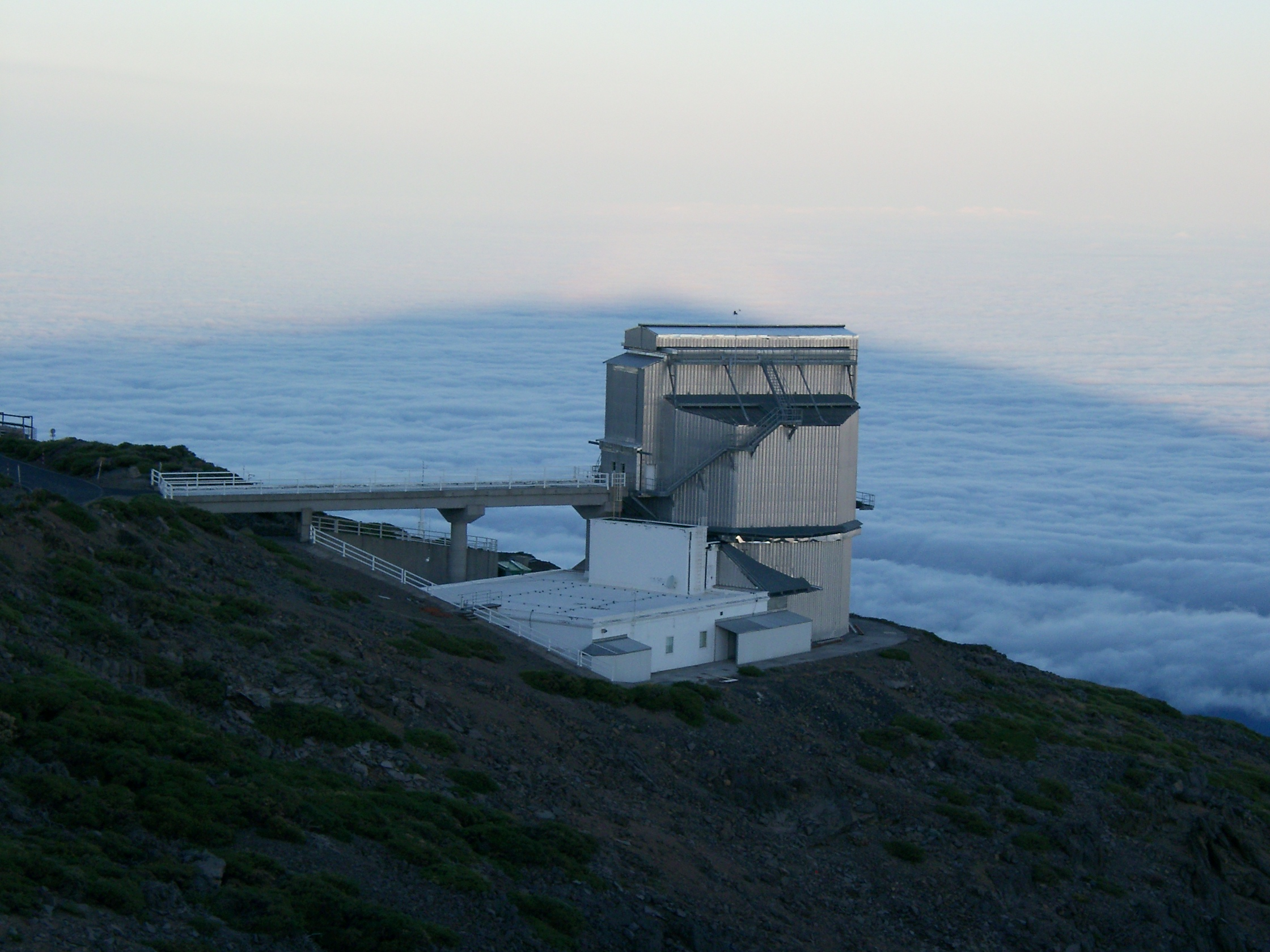
La cúpula del Telescopio Nazionale Galileo sobre las nubes.

El Telescopio Nazionale Galileo, o TNG es un telescopio italiano de 3,58 m de diámetro instalado en la isla de La Palma (o, más sencillamente, La Palma), en el archipiélago de las Islas Canarias.
Es uno de los telescopios del Observatorio del Roque de los Muchachos, uno de los lugares astronómicos más importantes del Hemisferio Norte. Desde 2005 está dirigido por la "Fundación Galileo Galilei, Fundación Canaria", una empresa sin ánimo de lucro que maneja el telescopio a nombre de INAF, la Institución Nacional Italiana de Astrofísica. El telescopio vio su "primera luz" en 1998.
Las observaciones en el TNG se pueden proponer al Comité Italiano de Asignación del Tiempo (en inglés Time Allocation Commitee, TAC), el cual asigna, basado solamente en el mérito científico de las propuestas, el 75 % del tiempo disponible. El resto del tiempo está a disposición de la comunidad astronómica española e internacional. El TNG está abierto a nuevas propuestas dos veces al año, generalmente en marzo-abril y septiembre-octubre.

## Características técnicas

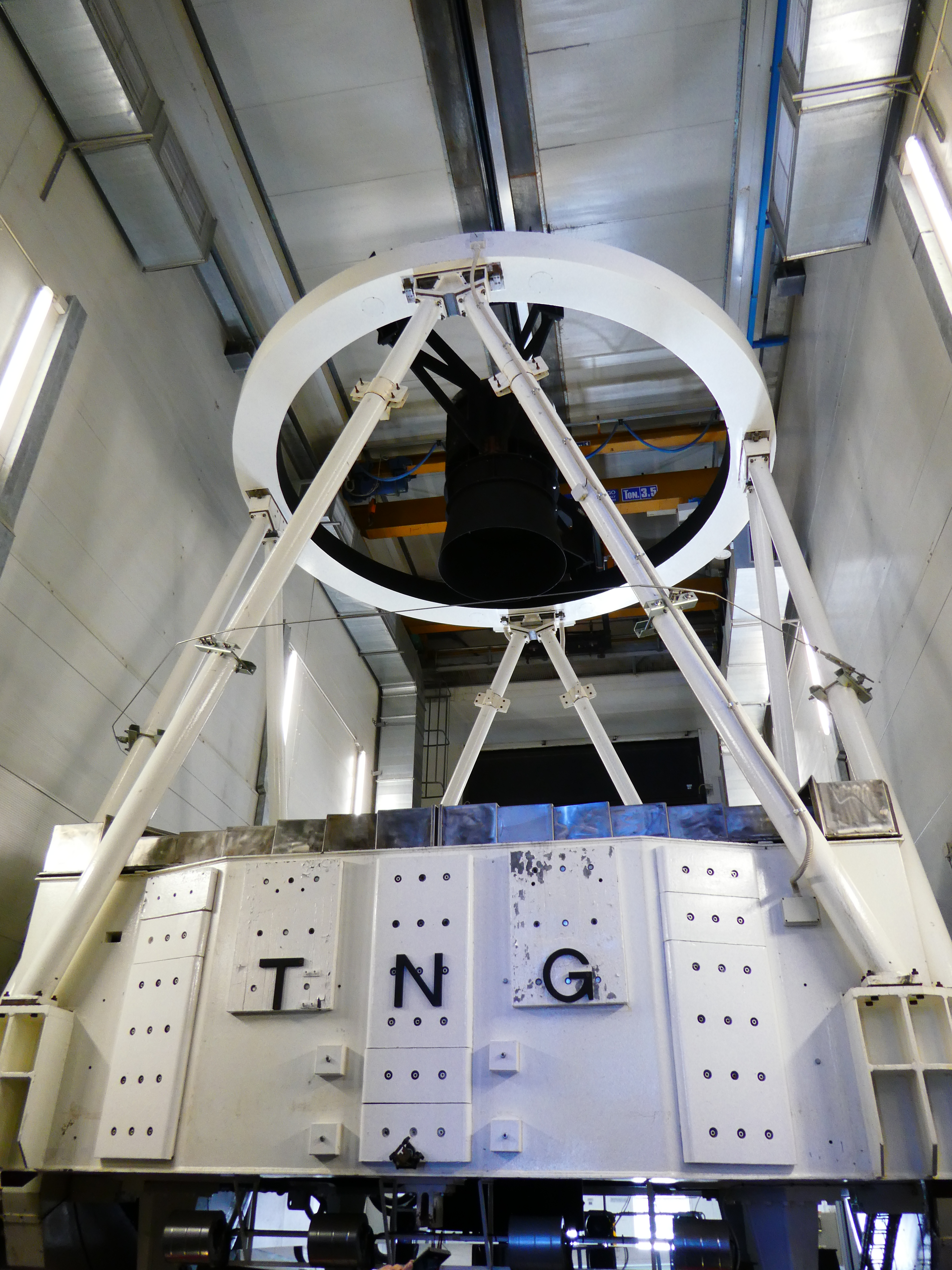
Interior del Telescopio Nazionale Galileo

El TNG es un telescopio de altazimutal (distancia focal 38,5 m, f/11) con una configuración óptica de Ritchey-Chrétien y un espejo terciario plano que dirige la luz hacia dos focos Nasmyth opuestos. Tiene un diseño derivado del Telescopio de Nueva Tecnología  (NTT), un telescopio del ESO de la clase de 4 m situado en La Silla (Chile). Por lo tanto, la calidad óptica del telescopio está asegurada por un sistema de óptica activa que corrige en tiempo real los componentes ópticos y que compensa, en particular, las deformaciones del espejo primario, que es demasiado fino para ser totalmente rígido.
La interfaz entre la montura del telescopio y los instrumentos en ambos focos Nasmyth está provista por dos adaptadores/rotores. Su función principal es compensar la rotación de campo mediante una contra-rotación mecánica. La mejor cualidad del TNG es que todos los instrumentos disponibles están montados permanentemente en el telescopio. Eso garantiza mucha flexibilidad en las observaciones, puesto que es posible cambiar instrumento a lo largo de la noche con una pérdida de tiempo limitada a pocos minutos.
La ciencia basada en observaciones del TNG es muy variada. Los programas propuestos van desde estudios de los planetas y de los cuerpos menores del Sistema Solar hasta investigaciones de interés cosmológico (estructura a gran escala del universo y cúmulos de galaxias).
Daros técnicos adicionales cuenta con una escala sobre el plano focal: 5,36 segundos de arco/mm y un campo de visión sin viñeteo de: 25 minutos de arco de diámetro.

## Instrumentación científica
En la actualidad (2021), la primera estación focal, el Nasmyth A, acoge la cámara espectro-fotométrica infrarroja NICS y el fotómetro óptico SiFAP2. La segunda estación focal, el Nasmyth B, acoge el instrumento espectro-fotométrico óptico DOLoRes, el espectrógrafo Echelle de alta resolución HARPS-N y el espectrógrafo infrarrojo de alta resolución GIANO.
Instrumentos fuera de servicio:el espectrógrafo óptico de alta resolución (SARG), la cámara de imagen directa (OIG) y el módulo de Óptica Adaptativa (AdOpt).